# Wahlbezirk Böhmen 72
Der Wahlbezirk Böhmen 72 war ein Wahlkreis für die Wahlen zum Abgeordnetenhaus im österreichischen Kronland Böhmen. Der Wahlbezirk wurde 1907 mit der Einführung der Reichsratswahlordnung geschaffen und bestand bis zum Zusammenbruch der Habsburgermonarchie.

## Geschichte
Nachdem der Reichsrat im Herbst 1906 das allgemeine, gleiche, geheime und direkte Männerwahlrecht beschlossen hatte, wurde mit 26. Jänner 1907 die große Wahlrechtsreform durch Sanktionierung von Kaiser Franz Joseph I. gültig. Mit der neuen Reichsratswahlordnung schuf man insgesamt 516 Wahlbezirke, wobei mit Ausnahme Galiziens in jedem Wahlbezirk ein Abgeordneter im Zuge der Reichsratswahl gewählt wurde. Der Abgeordnete musste sich dabei im ersten Wahlgang oder in einer Stichwahl mit absoluter Mehrheit durchsetzen. Der Wahlkreis Böhmen 72 umfasste die Gerichtsbezirke Mühlhausen, Frauenberg, Moldauthein, Bechin und Netolitz (ohne die Gemeinden Bowitz, Kollowitz und Obergroschum). Vom Wahlbezirk waren jedoch die Städte Moldauthein, Mühlhausen, Netolitz, Frauenberg (Wahlbezirk 30) sowie Bechin (Wahlbezirk 29) ausgenommen.
Aus der Reichsratswahl 1907 ging Miloš Vojta als Sieger hervor. Bei der Reichsratswahl 1911 konnte er sei Mandat erfolgreich verteidigen.

## Wahlergebnisse

### Reichsratswahl 1907
Die Reichsratswahl 1907 wurde am 14. Mai 1907 (erster Wahlgang) sowie am 23. Mai 1907 (Stichwahl) durchgeführt.

#### Erster Wahlgang
| Kandidat                                                                       | Partei                                               | Wahlkreis- stimmen | Stimmen- anteil |
| ------------------------------------------------------------------------------ | ---------------------------------------------------- | ------------------ | --------------- |
| Anton Balzar                                                                   | Partei des katholischen Volkes (Klerikaler Agrarier) | 4107               | 33,1 %          |
| Miloš Vojta                                                                    | Tschechische Agrarpartei                             | 3826               | 30,9 %          |
| Hovocka                                                                        | Tschechische Sozialdemokratische Partei              | 2696               | 21,7 %          |
| Dvorak                                                                         | Jungtschechen                                        | 1691               | 13,6 %          |
|                                                                                | Sonstige Parteien                                    | 79                 | 0,6 %           |
| Wahlberechtigte: 15.069, Ungültige/Leere Stimmen: 247, Wahlbeteiligung: 83,9 % |                                                      |                    |                 |

#### Stichwahl
| Kandidat                                                                 | Partei                                               | Wahlkreis- stimmen | Stimmen- anteil |
| ------------------------------------------------------------------------ | ---------------------------------------------------- | ------------------ | --------------- |
| Miloš Vojta                                                              | Tschechische Agrarpartei                             | 6013               | 55,7 %          |
| Anton Balzar                                                             | Partei des katholischen Volkes (Klerikaler Agrarier) | 4783               | 44,3 %          |
| Wahlberechtigte: 15.069, Ungültige Stimmen: 123, Wahlbeteiligung: 72,5 % |                                                      |                    |                 |

### Reichsratswahl 1911
Die Reichsratswahl 1911 wurde am 13. Juni 1911 sowie am 20. Juni 1911 (Stichwahl) durchgeführt.

#### Erster Wahlgang
| Kandidat                                                                       | Partei                                  | Wahlkreis- stimmen | Stimmen- anteil |
| ------------------------------------------------------------------------------ | --------------------------------------- | ------------------ | --------------- |
| Miloš Vojta                                                                    | Tschechische Agrarpartei                | 4987               | 43,7 %          |
| Adalbert Volanský                                                              | Christlichsoziale Partei                | 4177               | 36,6 %          |
| Josef Brůša                                                                    | Tschechische Sozialdemokratische Partei | 1739               | 15,2 %          |
| Tomáš Mazanec                                                                  | selbständiger Kandidat                  | 472                | 4,1 %           |
|                                                                                | Sonstige Parteien                       | 43                 | 0,4 %           |
| Wahlberechtigte: 15.144, Ungültige/Leere Stimmen: 197, Wahlbeteiligung: 76,7 % |                                         |                    |                 |

#### Stichwahl
| Kandidat                                                                       | Partei                   | Wahlkreis- stimmen | Stimmen- anteil |
| ------------------------------------------------------------------------------ | ------------------------ | ------------------ | --------------- |
| Miloš Vojta                                                                    | Tschechische Agrarpartei | 5790               | 54,2 %          |
| Adalbert Volanský                                                              | Christlichsoziale Partei | 4901               | 45,8 %          |
| Wahlberechtigte: 15.144, Ungültige/Leere Stimmen: 139, Wahlbeteiligung: 71,5 % |                          |                    |                 |